# درصاف مملوك
درصاف مملوك هي ممثلة تونسية حظيت بشهرة كبيرة نظرا لأدائها المتميز و المقنع خاصة في الأعمال التلفزية.
في رصيدها عدة أعمال في المسرح :علمني ،العائلة.
في الأفلام:رسالة حب.
في المسلسلات :العاصفة ،غادة،الخطاب على الباب،اضحك للدنيا،سباعية آمال ،جاري يا حمودة،شعبان في رمضان،حياة و أماني،كمنجة سلامة ،اقفاص بلا طيور، كاستينغ، من ايام مليحة، من أجل عيون كاترين، الزوجة الخامسة، بنت أمها، أولاد مفيدة.

## فيلموغرافيا

### مسلسلات
- 1993 : العاصفة لعبد القادر الجربي : ريم
- 1994 : غادة لمحمد الحاج سليمان : أمينة
- 1995 : رسالة حب لحمادي عرافة : سعاد
- 1996 - 1997 : الخطاب على الباب لصلاح الدين الصيد وعلي اللواتي والمنصف البلدي : سعاد التمار
- 1997 : المتحدي للمنصف الكاتب : أميرة بن رضوان
- 1997 : آمال لسالم بن عمار : حنان
- 1998 : الحمامة و الصقيع لنور الدين شوشان : عزيزة
- 1999 : إضحك للدنيا لعبد الرزاق الهمامي : نادية
- 1999 : خضراء و الكنز لعبد الرزاق الهمامي : دعجاء
- 2001 : إضحك للدنيا 2 لعبد الرزاق الهمامي : نادية
- 2004 : جاري يا حمودة لعبد الجبار البحوري : محسونة
- 2005 : شعبان في رمضان لسلمى بكار : عايدة
- 2006 : حياة و أماني لمحمد الغضبان : رجل شرطة
- 2006 : نواصي و عتب لعبد القادر الجربي
- 2007 : كمنجة سلامة لحمادي عرافة : شكرية
- 2007 : شوفلي حل (الموسم 4) لصلاح الدين الصيد : نرجس
- 2009 : أقفاص بلا طيور لعز الدين الحرباوي : ليليا
- 2010 : نسيبتي العزيزة (الموسم 1) لصلاح الدين الصيد
- 2010 : من أيام مليحة لعبد القادر الجربي
- 2010 : كاستينغ لسامي الفهري : والدة شهد
- 2011 : الأستاذة ملاك لفرج سلامة: بهجة
- 2012 : من أجل عيون كاترين لحمادي عرافة : سلمى
- 2013 : الزوجة الخامسة لالحبيب المسلماني وجمال الدين خليف : درة عبد الله
- 2013 : نجوم الليل (الموسم 4) لمهدي نصرة : شيراز
- 2013 : يوميات علولو لكمال يوسف وطارق بنحجل وبشير المناعي (ضيفة شرف)
- 2014 : يقوي سعدك لأمير الماجولي وأسامة عبد القادر : عايدة
- 2014 : مكتوب (الموسم 4) لسامي الفهري
- 2014-2015 : بنت أمها ليوسف ميلاد ومخلص معلى : زكية
- 2015-2016 : أولاد مفيدة لأمير الماجولي وسامي الفهري : علياء
- 2016 : مدرسة الرسول لأنور العياشي : الخيزران
- 2018: علي شورب لمديح بالعيد وربيع التكالي: بية
- 2019 : زنقة الباشا لنجيب مناصرية : فاطمة
- 2020 : 27 ليسري بوعصيدة : والدة مي
- 2022 : براءة لمراد بالشيخ وسامي الفهري (ضيفة شرف الحلقات 4 و5 و8 و10) بدور والدة كريم

### البرامج التلفزية
- 2013 : الرهينة (الحلقة 1) على التلفزة التونسية 1

### المسرح
درصاف مملوك هي أيضا كوميدية في المسرح وشاركت في العديد من الأعمال المسرحية مثل:
- 2016: "وفى المكتوب"، نص الطاهر رضواني و الإخراج المسرحي لالصادق حلواس، مع نعيمة الجاني: الزوجة
- علمني، الإخراج المسرحي للمنجي بن حفصية مع نعيمة الجاني ولطيفة القفصي
- أعطيني فرصة، الإخراج المسرحي للصادق الحلواس مع نعيمة الجاني
- ملا عيلة الإخراج المسرحي للصادق حلواس مع نعيمة الجاني
- آخر كعبة نص لطفي بن ساسي و الإخراج المسرحي لأنور العياشي

## الجوائز
- 2004 : وسام الإستحقاق التونسي. [بحاجة لمصدر]

## وصلات خارجية
- درصاف مملوك على موقع IMDb (الإنجليزية)
- درصاف مملوك على موقع قاعدة بيانات الأفلام العربية